# Lago Fanaco
Il lago Fanaco è un bacino artificiale della Sicilia che ricade nel territorio del comune di Castronovo di Sicilia.

## Descrizione
L'invaso, realizzato tra il 1951 ed il 1953 mediante lo sbarramento del fiume Platani, è posto nella zona sud di un'ampia vallata, al centro di un'immensa concavità naturale frapposta a due lunghe catene di montagne che si rincorrono parallelamente. Il lago è lungo 3,5 km e largo 1 km nel suo punto di maggiore ampiezza e può ospitare 20,7 milioni di metri cubi alla quota di massimo invaso.
La diga raccoglie le acque delle montagne Serra Leone, Pizzo Stagnataro, Gemini, e Pizzo Lupo e la sua realizzazione ha modificato nel tempo il microclima dell'area rendendolo più dolce e migliorandone anche il paesaggio.

## Flora e fauna
Oggi il Fanaco è meta di numerose specie di uccelli migratori, soprattutto Pavoncelle, Gabbiani reali, Anatre, Aironi e Tuffetti. Nelle alture che sovrastano il lago prosperano una fitta vegetazione di Lecci, Pioppi, Pini, Cipressi e Frassini, Ginestre ed Euphorbie. L'invaso ospita Carpa, Persico Reale, Persico trota, Anguilla e Trota ed è utilizzato per la pesca sportiva.
Le acque dell'invaso Fanaco sono rese potabili nell'omonimo impianto ed immesse nel sistema acquedottistico interconnesso gestito da Siciliacque.